# 瓦特
瓦特（符号：W）是国际单位制的功率单位，简称瓦。1瓦特的定义是1焦耳/秒（1 J/s），即每秒钟转换，使用或耗散的（以安培为量度的）能量的速率。日常生活中更常用千瓦作为单位，1千瓦=1000瓦特。在电学单位制中，瓦特 = 伏特·安培，但不是伏安（VA）。瓦特只用來表示交流電的實功率（P），伏安用來表示視在功率（S），兩者的比為功率因數。
单位转换：{\displaystyle W={J \over s}={N\cdot m \over s}={kg\cdot m^{2} \over s^{3}}}
電磁學：{\displaystyle \mathrm {W=V\cdot A={\frac {V^{2}}{\Omega }}=A^{2}\cdot \Omega } }
瓦特由对蒸汽机的改良做出重大贡献的英国科学家詹姆斯·瓦特（James Watt）的名字命名。这一单位名称首先在1889年被不列顛科學協會（British Association for the Advancement of Science）第2次会议采用。1960年，国际计量大会第11次会议采用瓦特为国际单位制中功率的单位。
人们常用功率单位乘以时间单位来表示能量。例如，1千瓦·時就是一个功率为1千瓦的耗能设备在1小时内所消耗的能量，等于360萬焦耳（3.6MJ）。

## 量级
| 分数               | 分数 | 分数 |        | 倍数 | 倍数 | 倍数 |
| 值                 | 符号 | 名稱 | 值     | 符号 | 名稱 |      |
| 10−1 W             | dW   | 分瓦 | 101 W  | daW  | 十瓦 |      |
| 10−2 W             | cW   | 厘瓦 | 102 W  | hW   | 百瓦 |      |
| 10−3 W             | mW   | 毫瓦 | 103 W  | kW   |      |      |
| 10−6 W             | µW   | 微瓦 | 106 W  | MW   | 千瓩 |      |
| 10−9 W             | nW   | 瓦   | 109 W  | GW   | 吉瓦 |      |
| 10−12 W            | pW   | 皮瓦 | 1012 W | TW   | 太瓦 |      |
| 10−15 W            | fW   | 飛瓦 | 1015 W | PW   | 拍瓦 |      |
| 10−18 W            | aW   | 阿瓦 | 1018 W | EW   | 艾瓦 |      |
| 10−21 W            | zW   | 瓦   | 1021 W | ZW   | 瓦   |      |
| 10−24 W            | yW   | 瓦   | 1024 W | YW   | 瓦   |      |
| 10−27 W            | rW   | 柔瓦 | 1027 W | RW   | 瓦   |      |
| 10−30 W            | qW   | 亏瓦 | 1030 W | QW   | 瓦   |      |
| 常用單位以粗體標示 |      |      |        |      |      |      |

### 飞瓦
1飛瓦等於10-15瓦。

### 皮瓦
1皮瓦等於10-12瓦。

### 奈瓦
1奈瓦等於10-9瓦。

### 微瓦
1微瓦等于10−6瓦。医用仪器测量的能量等级常为微瓦级，如心电图或脑电图，大量无线电科学工程仪器的功率也是微瓦量级。

### 毫瓦
1毫瓦等于10−3瓦。一个普通的激光指点笔的输出功率大约为5毫瓦，而一个助听器的功率大约小于1毫瓦，袖珍太阳能电池的输出功率也常以毫瓦来计量。

### 
千瓦又作瓩，1千瓦等于103瓦特，英文縮寫為kW。这个单位常用来表示水泵和風扇的机械輸入及輸出，也常见于无线电发射机的发射功率等处。
1千瓦约等于1.34马力。一个小型电热器的功率大约为1千瓦。
美国家庭年平均消耗电力大约为8900千瓦·时（度），英国为4700千瓦·时。

### 兆瓦
1兆瓦等於106瓦特，英文縮寫為MW，常用來表示發電廠的發電能力。

### 吉瓦
1吉瓦等於109瓦特，英文縮寫為GW。在09年底全球有436個核反應爐分佈在30個國家，有370GW的裝機容量（滿載時的輸出）。

### 太瓦
1太瓦等於1012瓦特，英文縮寫為TW。

### 拍瓦
1拍瓦等于1015瓦。得克薩斯大學奧斯汀分校的拍瓦激光装置可在150飞秒（1.5×10-13秒）的时间内，产生峰值功率为1.1拍瓦的脉冲激光。根据太阳常数所估计的太阳对地球大气层的总辐射功率大约为174拍瓦。

## 相關
- 伏安
- 千瓦·時
- 詹姆斯·瓦特
- 国际单位制